# Waringin Jaya (Bandar Sribawono)
Waringin Jaya is een bestuurslaag in het regentschap Lampung Timur van de provincie Lampung, Indonesië. Waringin Jaya telt 2144 inwoners (volkstelling 2010).